# Política de Liechtenstein

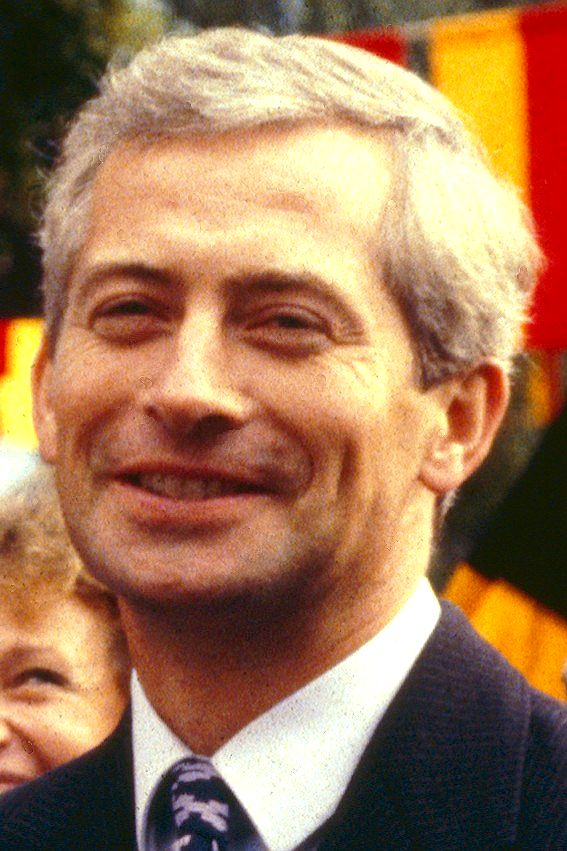
Fotografia do atual príncipe soberano de Liechtenstein, Hans Adams II de Liechtenstein.

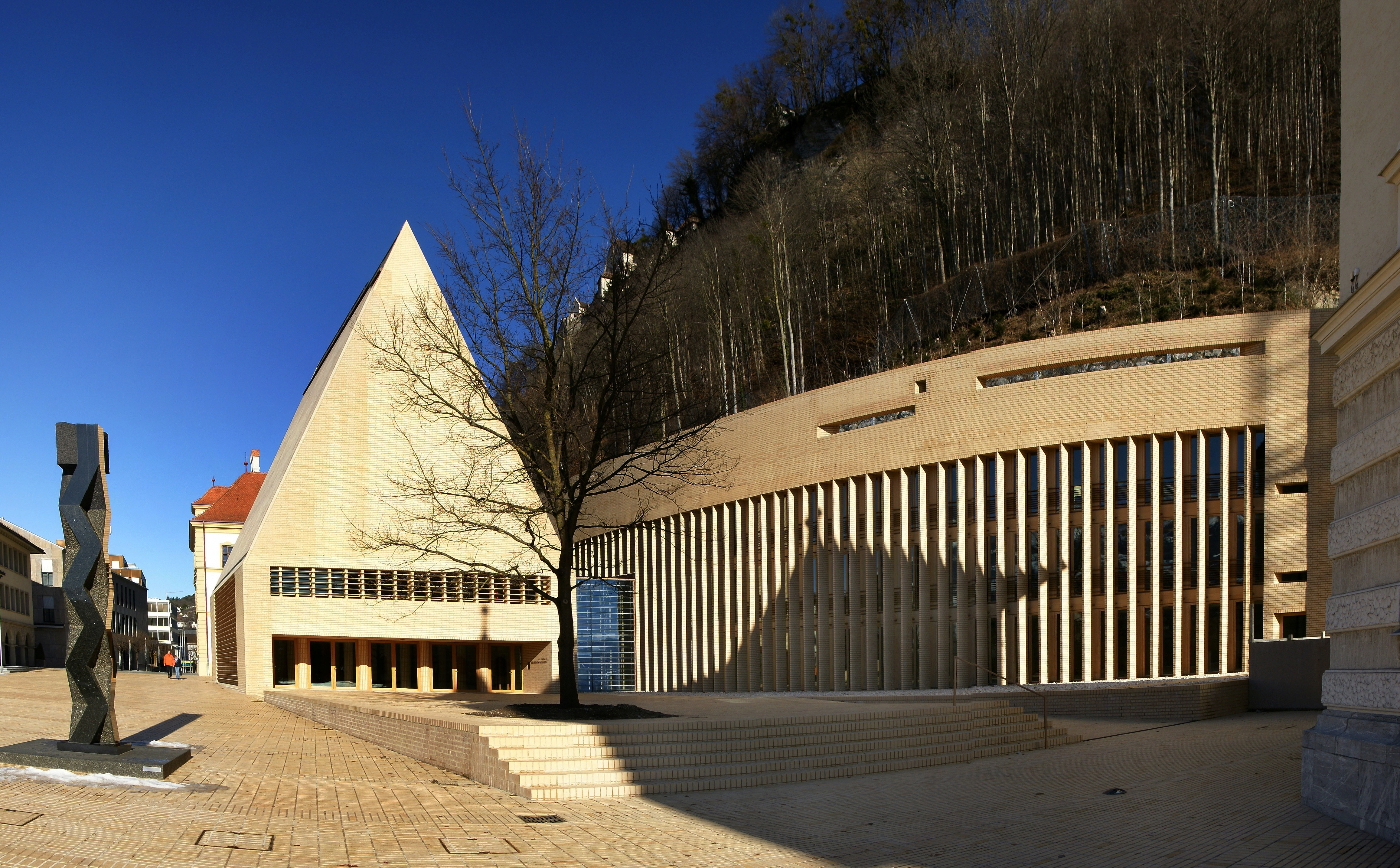
Parlamento de Liechtenstein em Vaduz.

O Principado de Liechtenstein é um estado democrático, uma monarquia constitucional, encabeçada actualmente pelo príncipe soberano Hans Adam II, seguido pelo príncipe regente, Alois, seguido pelo primeiro ministro Daniel Risch.
O parlamento é eleito livremente através do voto eleitoral, sendo o povo que escolhe e elege os seus membros. O príncipe encontra-se isento de votar. O Parlamento do Liechtenstein, o Landtag, compõe-se por 25 representantes escolhidos pela população votante. Uma câmara de cinco integrantes responsabiliza-se pelo trato dos assuntos diários.
O governo é nomeado pelo parlamento que é, por sua vez, renovado de quatro em quatro anos. A última vez que foi eleito foi em 2005. Os dois partidos políticos principais são o Partido dos Cidadãos Progressistas (FBP, sigla segundo a grafia alemã, utilizada no país) e a União Patriótica. Ambos dominam a vida política liechtensteinense, e dirigiram o país, em coligação, de 1938 a 1997, até que neste último ano venceu o VU, que ilegitimou a coligação, e assim, o governo tem alternado entre os dois partidos.
A constituição permite referendos legislativos.
Em 1924, o Liechtenstein, tendo em conta as inúmeras transacções com a vizinha Suíça, realizou uma união com este outro país alpino, e adoptou o franco suíço como moeda nacional. Num acordo particular, ficou expressa a exigência da Suíça em que todos os acordos internacionais concluídos para e pelo Liechtenstein, tinham que ter a sua aprovação. Tal regista a dependência política do Liechtenstein da Suíça.
Num referendo levado a cabo a 1 de Julho de 1984, os votantes varões concederam às mulheres o direito de votar nas eleições nacionais, ainda que continuem sem o direito ao voto na eleições locais, nos municípios.
1990 foi o ano em que o país se tornou membro da ONU, confirmando a sua posição democrática na política europeia. No ano seguinte torna-se membro integrante da EFTA. Os seus interesses, concordante com o acordo com a Suíça, são representados por esta. Em 1995 entra efectivamente para a Área Económica Europeia, seguindo a Suíça, que já entrara em 1992.
Em Março de 2003 um polémico referendo posto na berra pelo príncipe Hans Adams, que exigia o reforço dos poderes do soberano, levantou os ânimos da oposição que exigia a deposição do príncipe. Este, por seu turno, ameaçou exilar-se nas suas residências austríacas, caso não visse os seus poderes acrescidos. A acção movida pelo soberano foi muito criticada internacionalmente, inclusive, pela Comissão de Veneza. A democracia do estado foi posta em causa e a monarquia apelidada de autoritária. Mas o príncipe venceu e viu os seus poderes alargados. A oposição foi notoriamente desacreditada com os resultados deste referendo.